# Michael Wilson (guitarrista)
Michael George Wilson (nacido el 30 de octubre de 1952 en Portland, Jamaica) es un compositor y músico cristiano que vive en Norristown, Pensilvania. Fue conocido anteriormente por ser una parte del regreso de Burning Spear durante finales de los años 1970 a través de los años 1980.

## Discografía
- Farover (1982)
- Fittest of the Fittest (1983)